# Allothrips megacephalus
Allothrips megacephalus är en insektsart som beskrevs av Ian A. Hood 1908. Allothrips megacephalus ingår i släktet Allothrips och familjen rörtripsar. Utöver nominatformen finns också underarten A. m. watsoni.